# Congrès international de la langue espagnole
Le Congrès international de la langue espagnole (en espagnol : Congreso Internacional de la Lengua Española) est un forum de réflexion sur la langue espagnole. Il se tient tous les trois ans dans une ville d'Espagne ou d'Amérique hispanique et son organisation est assurée par l'Institut Cervantès (qui assure les fonctions de secrétariat général permanent des Congrès), l'Académie royale espagnole et l'Association des académies de la langue espagnole, ainsi que le pays organisateur de chaque édition.

## Éditions
| Édition | Dates                                                     | Ville                | Pays       | Thème                                                                                      |
| ------- | --------------------------------------------------------- | -------------------- | ---------- | ------------------------------------------------------------------------------------------ |
| 1re     | 7-11 avril 1997                                           | Zacatecas            | Mexique    | « La langue et les moyens de communication »                                               |
| 2e      | 16-19 octobre 2001                                        | Valladolid           | Espagne    | « La langue espagnole dans la société de l'information »                                   |
| 3e      | 17-20 novembre 2004                                       | Rosario              | Argentine  | « Identité linguistique et mondialisation »                                                |
| 4e      | 26-29 mars 2007                                           | Carthagène des Indes | Colombie   | « Présent et avenir de la langue espagnole : l'unité dans la diversité »                   |
| 5e      | Annulé en raison d'un séisme (initialement 2-6 mars 2010) | Valparaíso           | Chili      | « L'Amérique dans la langue espagnole »                                                    |
| 6e      | 20-23 octobre 2013                                        | Panama               | Panama     | « L'espagnol dans le livre »                                                               |
| 7e      | 11-17 mars 2016                                           | San Juan             | Porto Rico | « Langue espagnole et créativité »                                                         |
| 8e      | 27-30 mars 2019                                           | Córdoba              | Argentine  | « L'Amérique et l'avenir de l'espagnol : culture et éducation, technologie et entreprise » |
| 9e      | 27-30 mars 2023                                           | Cadix                | Espagne    | « Langue espagnole, métissage et interculturalisme »                                       |